# Purpurbräcka

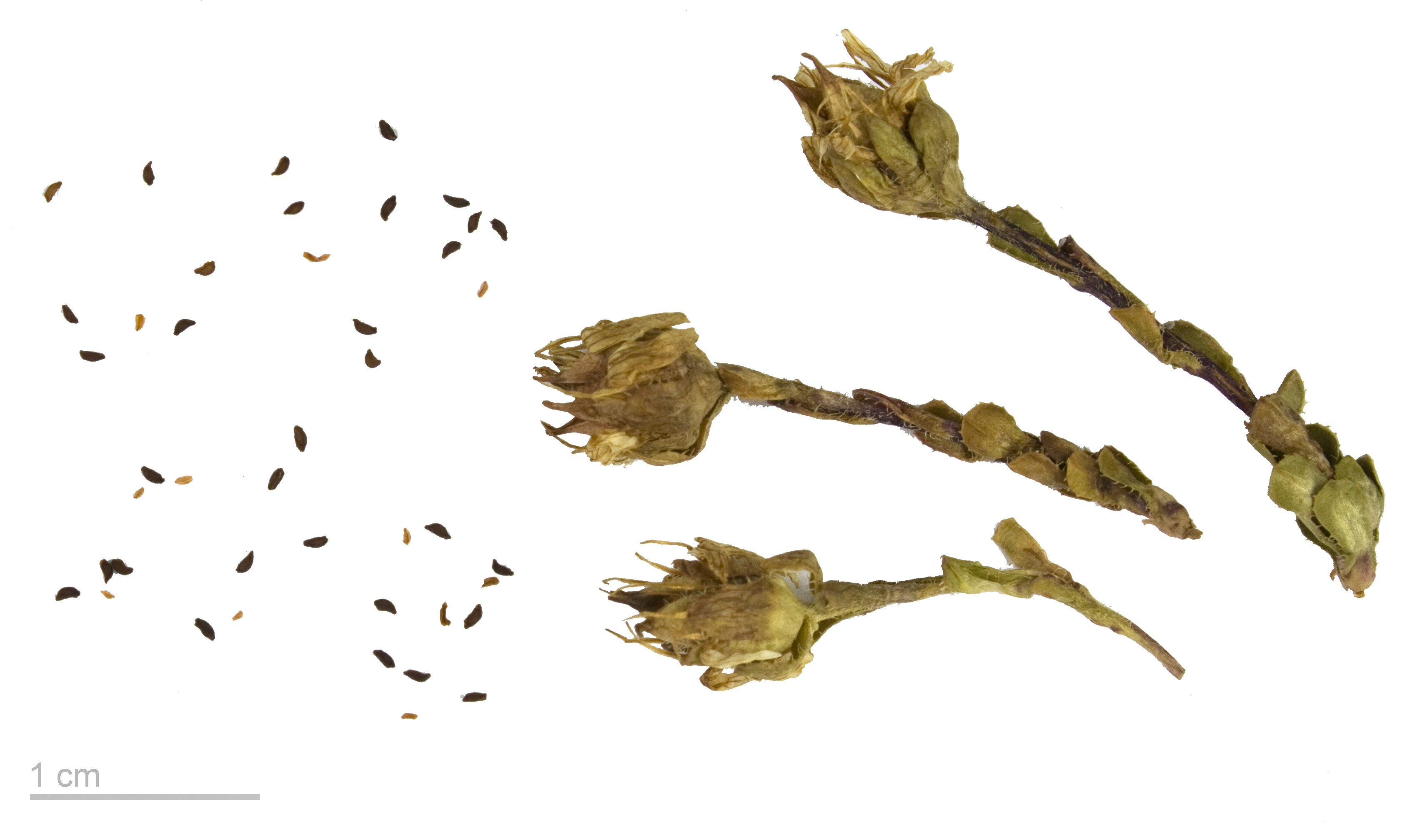
Saxifraga oppositifolia

Purpurbräcka (Saxifraga oppositifolia) är en art i familjen stenbräckeväxter och har ett nordligt cirkumpolärt utbredningsområde, den återfinns även i centrala och södra Europa, från västra Himalaya till Altaj, samt i Klippiga bergen.
Det är en flerårig ört som kan bli upp till 7 cm hög.

## Ekologi

### Habitat
Purpurbräckan växer i alla typer av  kalltempererade till arktiska livsmiljöer, vanligtvis från havsnivå upp till 1 000 meter, och färgar landskapet på många ställen. Dess naturliga livsmiljöer är tundra, arktiska kustnära klippor, alpin vall och klippskrevor.
Den schweiziska botanikern Christian Körner hittade purpurbräckan växande på en höjd av 4 505 meter i de schweiziska Alperna, vilket är den högsta höjd i Europa där en angiosperm växer. Den är till och med känd för att växa på Kaffeklubben på norra Grönland, vid 83°N 40°E, den nordligaste växtplatsen i världen.

### Interaktioner mellan arter
Purpurbräckans blommor kan ätas av vissa djurarter, såsom larverna från den köldanpassade Gynaephora groenlandica, den arktiska ullbjörnslarven.

## Användning
Saxifraga oppositifolia är en populär växt i alpina trädgårdar, men svår att odla i varma klimat.
Purple Mountain Saxifrage (Saxifraga oppositifolia) av William Catto (1916)
Purpurbräckans blomblad äts, särskilt i delar av Nunavut, där det inte är så gott om bär. Blombladen är bittra till en början men efter ungefär en sekund blir de söta. Bladen och stjälkarna bryggs för örtte.
Saxifraga oppositifolia fungerar som den landskapsblomma i Nunavut i Kanada, och en symbolisk blomma i Nordland fylke i Norge, och den är county flower i County Londonderry i Nordirland.

## Synonymer
Antiphylla asiatica (Hayek) Losinskaja
Antiphylla oppositifolia (Linnaeus) Fourreau
Saxifraga asiatica Hayek
Saxifraga oppositifolia f. pulvinata Andersson & Hesselm.
Saxifraga oppositifolia subsp. asiatica (Hayek) Engler & Irmscher.
Saxifraga oppositifolia subsp. euoppositifolia var. typica subvar. smalliana Engl. & Irmsch.
Saxifraga oppositifolia subsp. pulvinata (Andersson & Hesselm.) Rønning nom. inval.
Saxifraga oppositifolia subsp. reptans (Andersson & Hesselm.) Rønning, nom. inval.
Saxifraga oppositifolia subsp. smalliana (Engl. & Irmsch.) Hultén